# Tuckerkahn
Als Tuckerkahn wird ein klinkergebautes Schleppnetzfischerboot für die pommerschen Haffgewässer bezeichnet. 
Der Tuckerkahn ist etwas kleiner als ein Zeesenboot, ungefähr bis 20 Meter lang und mit einem Luggersegel an einer sechs bis sieben Meter langen Spiere ausgestattet. Zum Heißen (Setzen) des Segels sind zwei Mann notwendig. Eine weitere Besonderheit ist das sehr große Focksegel, das am Vorstag gefahren wird und ein gutes Kreuzen am Wind ermöglicht. Nach den 1920er Jahren wurden auch Bugspriets möglich. Tuckerkähne hatten mittschiffs eine Bünn, also einen durchfluteten Fischraum. Durch diesen nassen Fischraum blieb der Fang am Leben und konnte so frisch zu den Märkten gebracht werden. Gewohnt wurde gemeinsam in der Vorderkajüte, ein kleiner Raum unterhalb des Vordecks. Erst nach dem Ersten Weltkrieg wurden Kajütaufbauten mit Bullauge und Schiebeluk über dem Niedergang gebaut. In der Kajüte stand an Backbordseite ein gusseiserner Ofen samt Spind für den Proviant, außerdem die Koje für den Jung. Der Schiffer und der Großmatrose schliefen an Steuerbord, der auf allen Schiffen von jeher „vornehmen“ Seite. Die Kohlenkiste diente gleichzeitig als Trittstufe hinaus.
Der Name Tuckerkahn leitet sich von der als Tucken bezeichneten Art der Schleppnetzfischerei ab. Bei dieser wurde der Netzsack, die sogenannte Tuckzeese, zwischen zwei Fahrzeugen unter Segel geschleppt. Die Netzsäcke waren etwas größer als bei den Zeesenbooten. Die verwendeten Schleppleinen waren 150 bis 170 Meter lang und wurden am Mast belegt. Der Abstand zwischen den Booten betrug beim Tucken etwa 150 Meter. Auf jedem Schiff gab es eine strikte Rangordnung mit Kommandostruktur. Die Boote waren bis zu einer Woche unterwegs und fischten tagsüber.